# مقاطعة برادلي (أركنساس)
مقاطعة برادلي (بالإنجليزية: Bradley County)‏ هي إحدى مقاطعات ولاية أركنساس في الولايات المتحدة الأمريكية.